# 일로안 하마드
일로안 하마드(스웨덴어: Jiloan Hamad, 1990년 11월 6일 ~ )는 아제르바이잔에서 태어난 스웨덴의 쿠르드계 축구 선수로, 포지션은 윙어이다. 현재 소속팀은 외레브로 SK이다. K리그 시절 등록명은 하마드였다.

## 클럽 경력

### 유소년기
일로안 하마드는 아제르바이잔에 살고 있던 쿠르드족 가정에서 태어났다. 1992년 하마드 가족은 난민 생활을 떠돈 끝에 스웨덴에 정착하게 되었다.

### BK 포바르
일로안 하마드는 외레브로에서 축구를 시작하였으며, 스웨덴의 3부 리그 팀인 BK 포바르에서 2006년에 성인 무대 데뷔전을 치렀다. 이 곳에서 지미 두르마즈와 인연을 맺었으며, 말뫼 FF에서도 호흡을 맞추었다.

### 말뫼 FF
2007년 12월 일로안 하마드는 스웨덴의 명문 클럽 말뫼 FF로 이적하였다. 2008년 9월 17일 IF 엘프스보리와의 경기에서 알스벤스칸 데뷔전을 치렀다. UEFA 챔피언스리그 2011-12 예선에도 출전하였으며, 레인저스 FC와의 경기에 출전하여 승리를 거두었으나, 플레이오프에서 디나모 자그레브를 만나 탈락하였다. 2013 시즌 종료 이후 말뫼와 재계약을 맺었고, 팀의 주장으로 선임되었다.

### TSG 1899 호펜하임
2013년 10월 30일 일로안 하마드는 독일 분데스리가의 TSG 1899 호펜하임으로 자유 계약 형태로 이적하였으며, 계약 기간은 2017년까지였다.

### 스탕다르 리에주
2015년 일로안 하마드는 벨기에 스탕다르 리에주로 임대를 떠났으나, 3월에 무릎 부상을 당하고, 호펜하임으로 복귀하였다.

### 함마르뷔 IF
2017년 2월 7일 일로안 하마드는 스톡홀름의 클럽 함마르뷔 IF와 2년 계약을 맺으며, 고국 무대로 복귀하였다.

### 인천 유나이티드 FC
2019년 1월 29일 일로안 하마드는 대한민국 K리그1 인천 유나이티드 FC로 이적하면서, 커리어 사상 최초로 아시아 무대에 도전하게 되었다.
하지만 반 시즌만에 상호계약해지로 팀을 떠나게 됐다.

### HNK 고리차
2019년 8월 14일 크로아티아 프르바 HNL에 소속된 HNK 고리차와 계약했고 등번호는 7번을 받았다.

## 국가대표팀 경력

### 스웨덴
일로안 하마드는 스웨덴의 연령별 대표팀을 거쳤으며, U-21 시절에는 주장직을 맡기도 하였다. 2011년 A대표팀의 훈련에 소집되었고, 1월 19일 보츠와나를 상대로 한 친선 경기에 출전하며, A대표팀 데뷔전을 치렀다.

### 이라크
스웨덴 성인 대표팀에서 친선경기만 출전했기 때문에 대표팀 변경이 가능했으며,
2019년 3월 이라크 축구 국가대표팀에 처음으로 소집되었다.

## 수상 내역

### 클럽

#### 말뫼 FF
- 알스벤스칸 : 2010, 2013
- 스벤스카 수페르쿠펜 : 2013

### 개인
- 알스벤스칸 올해의 미드필더 : 2013